# Marie Solange Kayisire
Marie Solange Kayisire est une femme politique rwandaise. Elle est ministre des Affaires du gouvernement de 2017 à 2020,,. Depuis le 26 février 2020 elle est ministre de la gestion des catastrophes et des réfugiés (MINEMA).

## Source
- (en) Cet article est partiellement ou en totalité issu de l’article de Wikipédia en anglais intitulé « Marie-Solange Kayisire » (voir la liste des auteurs).